# Sent Cibranet
Sent Cibranet (en francès Saint-Cybranet) és un municipi francès situat al departament de la Dordonya i a la regió de la Nova Aquitània.

## Demografia
| 1962                                       | 1968 | 1975 | 1982 | 1990 | 1999 | 2007 |
| ------------------------------------------ | ---- | ---- | ---- | ---- | ---- | ---- |
| 288                                        | 277  | 273  | 280  | 310  | 351  | 370  |
| Des de 1962: població sense dobles comptes |      |      |      |      |      |      |

## Administració
| Període   | Identitat       | Partit |
| --------- | --------------- | ------ |
| 1983-2008 | Jean Marty      |        |
| 2008-     | Claudine Farfal |        |